# Kirche der Heiligen Hilarion und Barnabas (Peristerona)

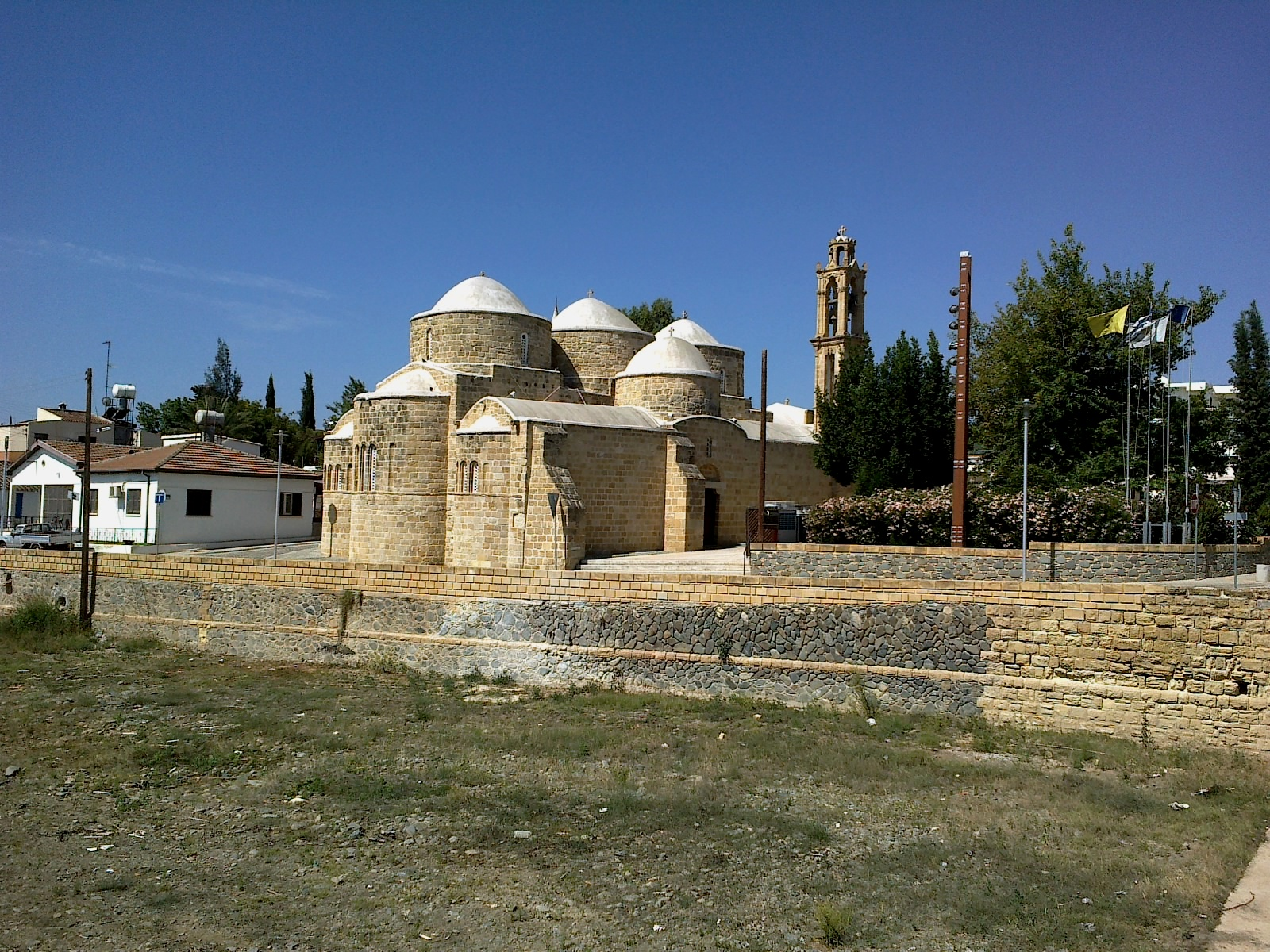
Hilarion und Barnabas in Peristerona

Die Kirche der Heiligen Hilarion und Barnabas (auch Ilarion und Varnabas genannt, griechisch Ἅγιοι Βαρνάβας καὶ Ἱλαρίων Agioi Varnavas kai Ilarion) in Peristerona auf Zypern stammt wie ihre kleinere architektonische Schwesterkirche Agia Paraskevi in Geroskipou aus dem 11. Jahrhundert. Ihr Plan geht auf die in justinianischer Zeit errichtete Johanneskirche in Ephesos zurück und folgt dem vorgegebenen Mehrkuppeltypus. Das Erscheinungsbild der Kirche wird durch die später hinzugefügten Elemente Turm und Vorhalle beeinträchtigt.
Die Patrone der dreischiffigen Dreiapsidenkirche dürfen nicht mit ihren berühmteren Namensvettern, dem Apostel Barnabas und Hilarion von Gaza, der sein Leben als Einsiedler in Paphos verbrachte, verwechselt werden. Die Peristerona-Heiligen, deren Reliquien an die Nordküste Zyperns gelangten und von einem gewissen Leontios nach Peristerona gebracht wurden, lebten zur Zeit des Kaisers Theodosios II. (401–450 n. Chr.) in Kappadokien.

Hilarion und Barnabas
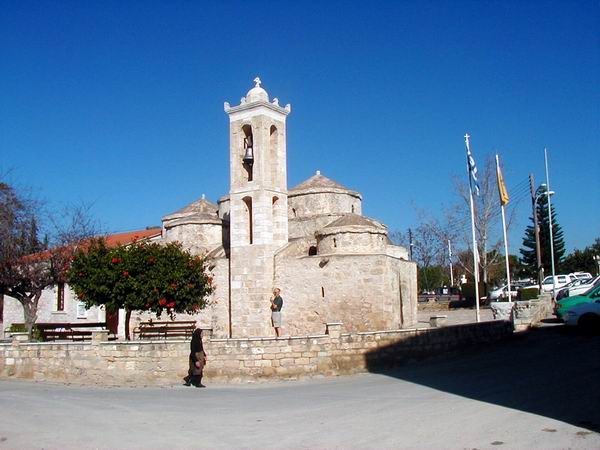
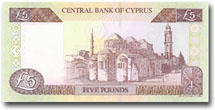
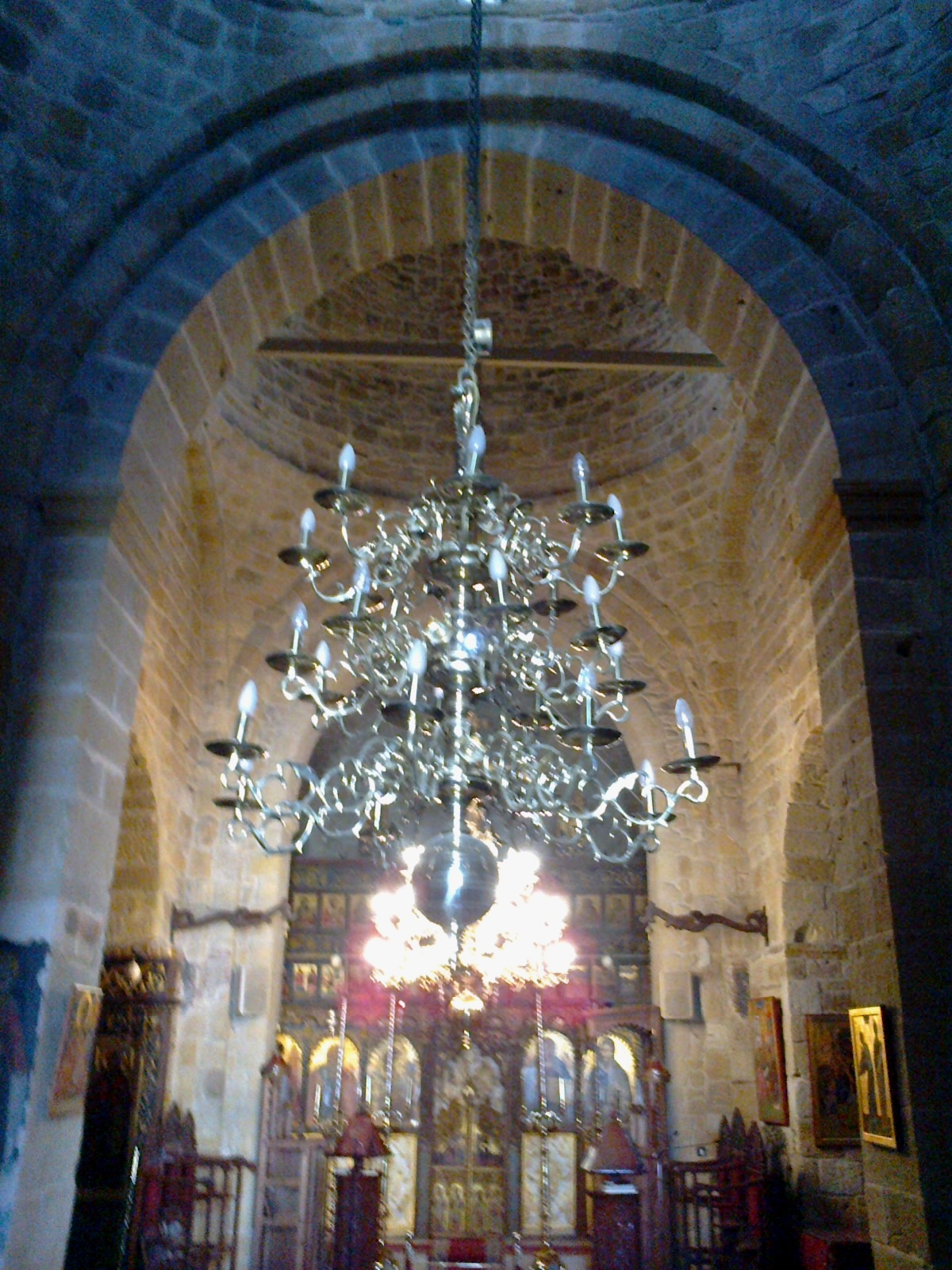

Die Holztür der Kirche ist eine meisterliche byzantinische Schnitzarbeit. Von der Innenausstattung der Kirche, deren fünf Kuppeln auf mächtigen Pylonen ruhen, ist wenig erhalten.
- Am Nordostpfeiler ist in Höhe der Ikonostase aus dem 16. Jahrhundert das Fragment einer Muttergottes mit Christus aus dem 12. Jahrhundert erhalten.
- Am Nordwestpfeiler ist eine Darstellung Davids aus dem 16. Jahrhundert zu erkennen. Unter den Ikonen fällt eine Darstellung Jesus im Tempel aus der Zeit um 1520 auf. Zwischen Maria und Simeon, der Jesus auf dem Arm hält, kniet der Stifter Zaphiris.
- Aus dem 17. Jahrhundert stammen eine Muttergottes vom Typus der Hodegetria, deren Gewand im Stil zeitgenössischer venezianischer Textilarbeiten gehalten ist, sowie eine Darstellung Johannes des Täufers.
- Die übrigen Ikonen stammen aus dem 15. und 16. Jahrhundert und weisen Spuren starker Übermalung auf.

Auf die Nutzung der Kirche zur Zeit der Grafen von Jaffa weisen zwei Grabplatten und ein Weihwasserbecken aus Marmor. Ein getriebener mittelalterlicher Metallteller mit einer Hirschdarstellung und eine 1604 in Venedig gedruckte Bibel gehören ebenfalls zum Inventar.
Seit 2004 steht die Kirche auf der Kandidatenliste für das Welterbe in Zypern.